# Dichorda illustraria
Dichorda illustraria là một loài bướm đêm trong họ Geometridae.